# Liste du patrimoine mondial au Bhoutan
Cet article recense les sites inscrits au patrimoine mondial au Bhoutan.

## Statistiques
Le Bhoutan ratifie la Convention pour la protection du patrimoine mondial, culturel et naturel le 22 octobre 2001.
En 2013, le Bhoutan ne compte aucun site inscrit au patrimoine mondial. Le pays a cependant soumis 8 sites à la liste indicative, 4 culturels, 3 naturels et 1 mixte.

## Listes
Les sites suivants sont inscrits sur la liste indicative.
| Site                                                           | District                                         | Type                         | Date | Lien | Notes | Coordonnées | Illus. |
| -------------------------------------------------------------- | ------------------------------------------------ | ---------------------------- | ---- | ---- | --- | --- | ------ |
| Anciennes ruines du dzong de Drukgyel (en)                     | Paro                                             | Culturel (iii), (iv)         | 2012 | 5694 | | 27° 30′ 11″ nord, 89° 19′ 21″ est |        |
| Dzongs : le centre des autorités temporelles et religieuses    | Dagana, Paro, Punakha, Trongsa, Wangdue Phodrang | Culturel (iii), (iv)         | 2012 | 5695 | 5 dzongs : - Dzong de Punakha - Dzong de Wangdue Phodrang (de) - Rinpung Dzong - Dzong de Trongsa (en) - Dzong de Dagana (dz) | 27° 34′ 55″ nord, 89° 51′ 47″ est 27° 28′ 30″ nord, 89° 53′ 50″ est 27° 25′ 36″ nord, 89° 25′ 24″ est 27° 29′ 58″ nord, 90° 30′ 17″ est 27° 04′ 15″ nord, 89° 52′ 59″ est |        |
| Monastère de Tamzhing (en)                                     | Bumthang                                         | Culturel (iii), (iv)         | 2012 | 5697 | | 27° 35′ 16″ nord, 90° 44′ 16″ est |        |
| Sites sacrés associés à Phajo Drugom Zhigpo et ses descendants | Gasa, Paro, Punakha, Thimphou, Wangdue Phodrang  | Culturel (ii), (iv)          | 2012 | 5696 | 16 sites : Dzong de Jago, Dzong de Yangthe Thuwo, Taktshang, Monastère de Tango, Gomdra, Thujedra, Draphu Senge gyaltshen, Tshechudra, Tsendong dowaphu, Langthangphu, Sengyephu, Gawaphu, Hungrelkha, Changkhag, Wachen, Dodeyna | |        |
| Parc national royal de Manas                                   | Bumthang, Pemagatshel, Sarpang, Zhemgang         | Naturel (vii), (ix), (x)     | 2012 | 5698 | | 26° 53′ 58″ nord, 90° 45′ 29″ est |        |
| Parc national Jigme Dorji                                      | Gasa, Paro, Punakha, Thimphou, Wangdue Phodrang  | Naturel (vii), (ix), (x)     | 2012 | 5699 | | 27° 45′ 00″ nord, 89° 31′ 00″ est |        |
| Sanctuaire de vie sauvage de Bumdeling (en)                    | Lhuntse, Mongar, Trashiyangtse                   | Naturel (vii), (ix), (x)     | 2012 | 5700 | | 27° 47′ 50″ nord, 91° 26′ 16″ est |        |
| Sanctuaire de vie sauvage de Sakteng (en)                      | Trashigang                                       | Mixte (iii), (v), (vii), (x) | 2012 | 5701 | | 27° 17′ nord, 91° 57′ est |        |